# ميغيل مورينو
ميغيل مورينو (بالإسبانية: Miguel Moreno)‏ هو كاتب إسباني، ولد في 1596، وتوفي في 1655.